# Bromme
Bromme è stato un costruttore americano di auto da corsa presente nelle gare statunitensi dagli anni 1940 agli anni 1960.
Tra il 1950 e il 1960 la 500 Miglia di Indianapolis faceva parte del Campionato mondiale di Formula 1, per questo motivo la Bromme ha all'attivo anche 4 Gran Premi in F1.